# キャンベル議長
キャンベル議長（12月25日 - ）は、日本の漫画家。男性。

## 人物
デビューは2013年前後。

## 作品リスト
- すいーとメイドワールド
- スイミングらいふ
- しすたーず♥サンドイッチ